# Барбадос на летней Универсиаде 2013
Барбадос на летней Универсиаде 2013 года был представлен двумя спортсменами в одном виде спорта.

## Лёгкая атлетика

#### Мужчины
| Дисциплина | Спортсмен      | Предварительный раунд | Предварительный раунд | Финал          | Финал          |
| Дисциплина | Спортсмен      | Результат             | Место                 | Результат      | Итоговое место |
| ---------- | -------------- | --------------------- | --------------------- | -------------- | -------------- |
| 110 м с/б  | Греггмар Свифт | 13.75                 | 7                     | Не финишировал | Не финишировал |

#### Женщины
| Дисциплина | Спортсмен          | Предварительный раунд | Предварительный раунд | Финал     | Финал          |
| Дисциплина | Спортсмен          | Результат             | Место                 | Результат | Итоговое место |
| ---------- | ------------------ | --------------------- | --------------------- | --------- | -------------- |
| 100 м с/б  | Сади Мария Гринидж | 13.46                 | 9                     | 13.35     | 7              |